# Karagansläktet
Karagansläktet (Caragana) är ett släkte av ärtväxter. Karaganer ingår i familjen ärtväxter med 80–100 arter. De förekommer naturligt i östra Europa, österut till Centralasien och Kina. Flera arter odlas som trädgårdsväxter i Sverige, häckkaragan (C. arborescens) är en vanlig häckväxt.
Släktet består av buskar eller små träd, ofta med utbredda eller hängande grenar med få förgreningar. Grenarna är vanligen indelade i långskott med strödda blad och kortskott, sporrar, med samlingar av blad och blommor. Bladen är parbladiga eller fingrade med fyra eller fler delblad. Det yttersta delbladet är ofta ombildat till en tagg. Bladen bär stipler som är förenade vid basen, ibland förhårdnas dessa och blir till kvarsittande taggar.
Blommorna sitter ensamma eller i samlingar och kommer på korta stjälkar från sporrarna. Fodret är klocklikt till cylindriskt, femflikigt. Kronan gul, orange eller rosa. Ståndarna är 10, varav nio är förenade. Frukten är en balja med många frön, den är hårig på insidan.

## Bildgalleri

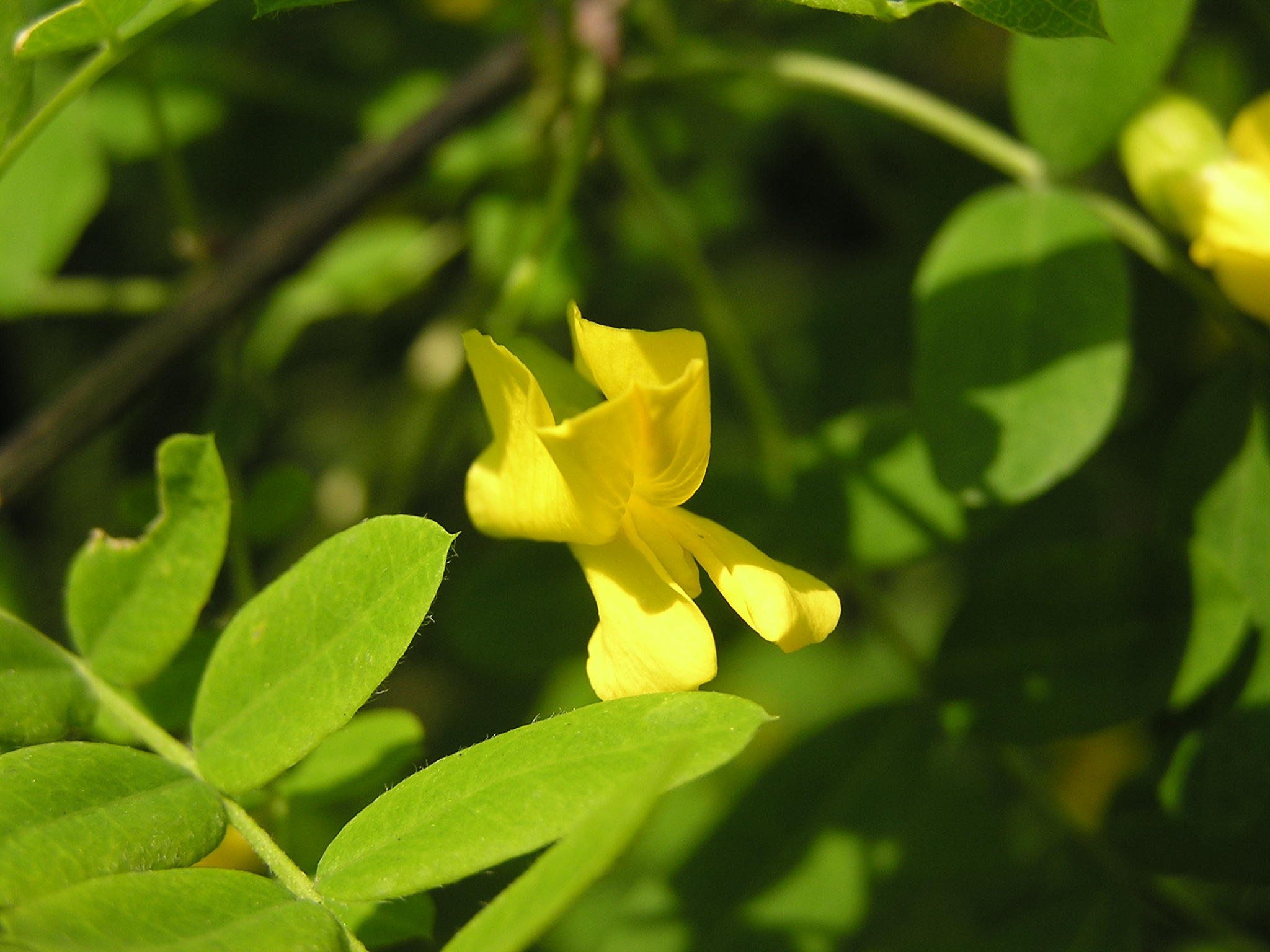
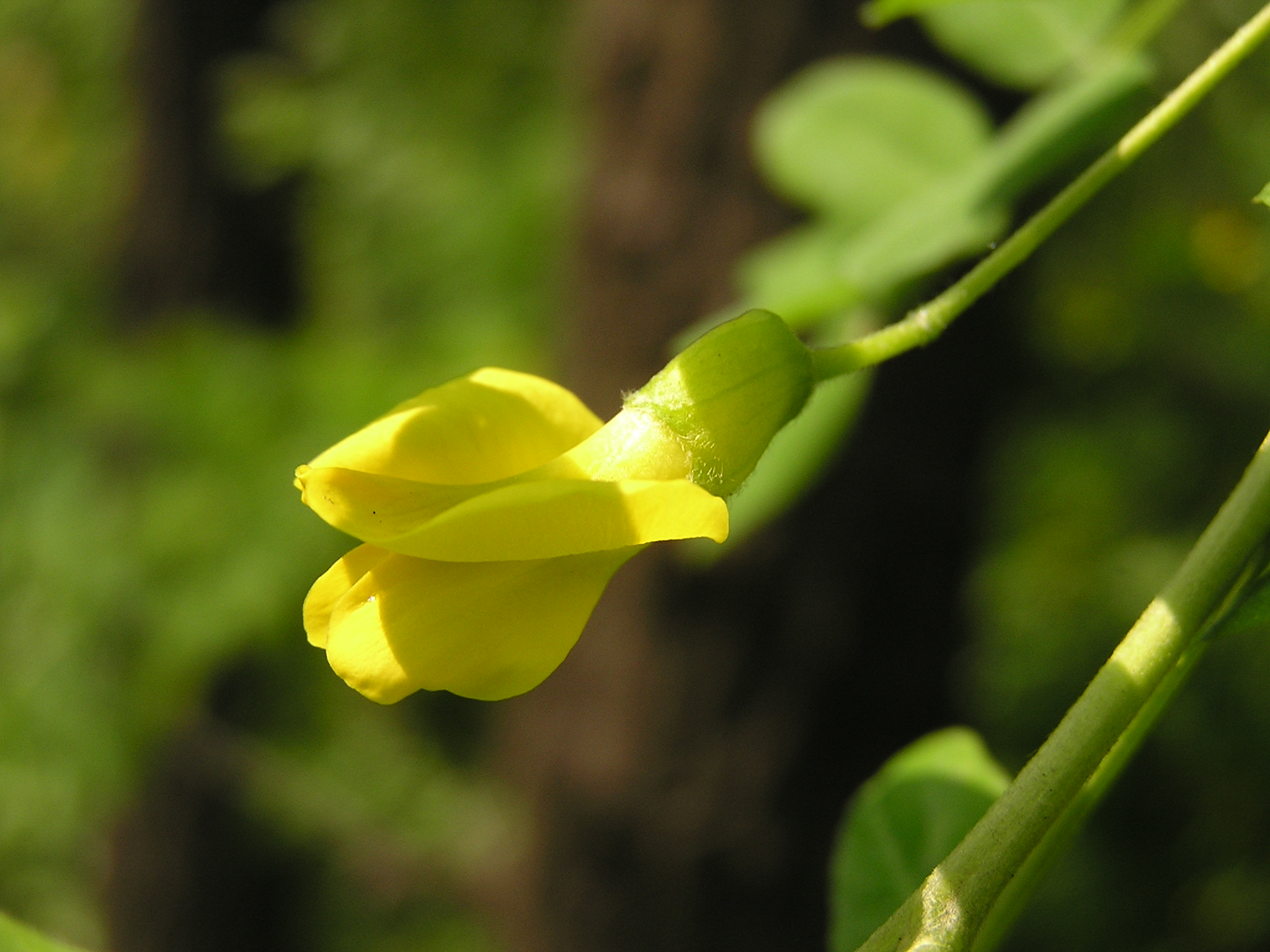

## Dottertaxa till karagansläktet, i alfabetisk ordning[1]
- Caragana acanthophylla
- Caragana afghanica
- Caragana alaica
- Caragana alaschanica
- Caragana alexeenkoi
- Caragana alpina
- Caragana ambigua
- Caragana arborescens
- Caragana arcuata
- Caragana aurantiaca
- Caragana balchaschensis
- Caragana beefensis
- Caragana bicolor
- Caragana boisii
- Caragana bongardiana
- Caragana brachypoda
- Caragana brevifolia
- Caragana brevispina
- Caragana bungei
- Caragana buriatica
- Caragana camilli-schneideri
- Caragana campanulata
- Caragana changduensis
- Caragana chinghaiensis
- Caragana cinerea
- Caragana conferta
- Caragana crassipina
- Caragana cuneato-alata
- Caragana dasyphylla
- Caragana davazamcii
- Caragana decorticans
- Caragana densa
- Caragana erinacea
- Caragana franchetiana
- Caragana frutex
- Caragana fruticosa
- Caragana gerardiana
- Caragana gobica
- Caragana grandiflora
- Caragana jubata
- Caragana junatovii
- Caragana kansuensis
- Caragana kirghisorum
- Caragana korshinskii
- Caragana kozlowii
- Caragana laeta
- Caragana leucophloea
- Caragana leucospina
- Caragana leveillei
- Caragana limprichtii
- Caragana liouana
- Caragana litwinowii
- Caragana maimanensis
- Caragana manshurica
- Caragana microphylla
- Caragana opulens
- Caragana pekinensis
- Caragana pleiophylla
- Caragana polourensis
- Caragana polyacantha
- Caragana prestoniae
- Caragana pruinosa
- Caragana przewalskii
- Caragana pumila
- Caragana purdomii
- Caragana pygmaea
- Caragana qingheensis
- Caragana roborovskyi
- Caragana rosea
- Caragana scythica
- Caragana shensiensis
- Caragana sinica
- Caragana soongorica
- Caragana sophorifolia
- Caragana spinifera
- Caragana spinosa
- Caragana stenophylla
- Caragana stipitata
- Caragana sukiensis
- Caragana tangutica
- Caragana tekesiensis
- Caragana tibetica
- Caragana tragacanthoides
- Caragana turfanensis
- Caragana turkestanica
- Caragana ulicina
- Caragana ussuriensis
- Caragana versicolor
- Caragana zahlbruckneri